# Alaçam (district)
Alaçam is een Turks district in de provincie Samsun en telt 31.669 inwoners (2007). Het district heeft een oppervlakte van 597,9 km². Hoofdplaats is Alaçam.
De bevolkingsontwikkeling van het district is weergegeven in onderstaande tabel.

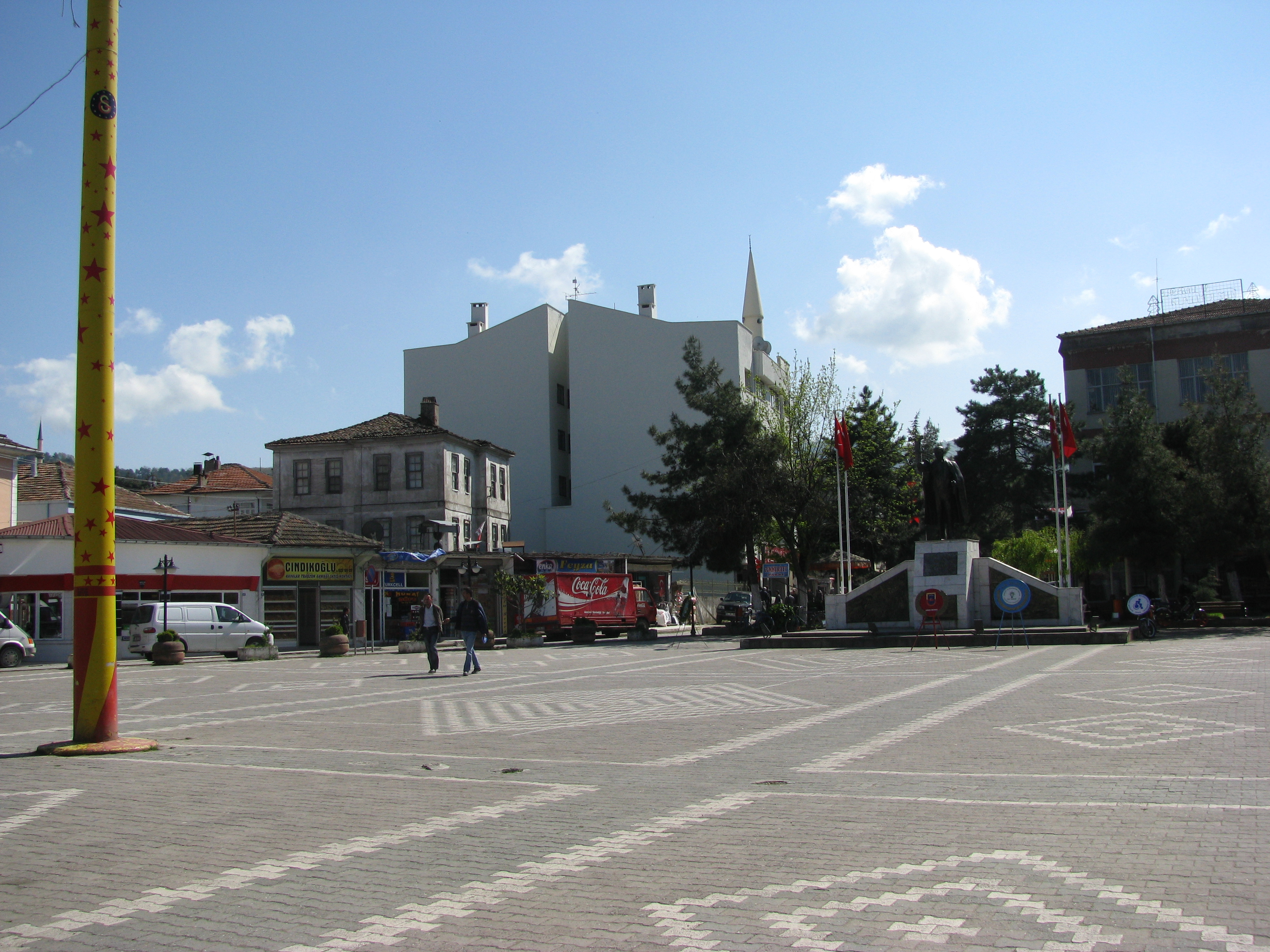
Plein in Alaçam

| 1997   | 2000   | 2007   |
| ------ | ------ | ------ |
| 39.899 | 37.490 | 31.669 |